# Haemus Mons
Haemus Mons este denumirea sub care erau cunoscuți în trecut Munții Balcani. Se crede că numele provine de la cuvântul trac *saimon, 'lanț muntos', neatestat, însă presupus a fi forma tracă a grecescului Haimos.
În antichitate, lanțul muntos și zona din jurul lui era populată de popoarele trace libere, precum bessii, dii și satrii. Herodot afirmă că un altar-oracol al lui Dionysos (un zeu trac împrumutat de greci) se afla în vârful unuia din munți.
În greacă, Peninsula Balcanică era cunoscută sub numele de Peninsula Haemus (Χερσόνησος του Αίμου). Această denumire a Balcanilor încă se mai păstrează printre greci.
În lucrarea Istorie de Crăiia Ungurească, prelucrată de Miron Costin  după textul lui Laurențiu Toppeltin de Mediaș, acesta traduce din latină "Haemus mons", ca munții Sofiei. 
Denumirea de Haemus Mons a fost dată și unui lanț muntos de pe Io, satelit al planetei Jupiter.